# Siskiyou Mountains
Die Siskiyou Mountains sind ein Gebirgszug an der nordamerikanischen Pazifikküste, sie liegen im nordwestlichen Kalifornien und im südwestlichen Oregon in den Vereinigten Staaten. Im Süden liegen die Klamath Mountains. Der Gebirgszug verläuft bogenförmig über ungefähr 160 Kilometer beginnend östlich von Crescent City Richtung Nordosten entlang der Nordseite des Klamath River in das Josephine County und Jackson County in Oregon. Die Siskiyou Mountains bilden eine Wasserscheide zwischen den Einzugsgebieten des Klamath River und des Rogue River.
Die höchsten Erhebungen in dem Gebirgszug sind Mount Ashland (2.296 Meter), Dutchman Peak (2.259 Meter), Siskiyou Peak (2.178 Meter) und Wagner Butte (2.176 Meter), die alle in Oregon liegen; die höchste Erhebung in Kalifornien ist Preston Peak (2.228 Meter). Wegen der Nähe zur Pazifikküste und der Höhe fällt in dem Gebirgszug eine große Menge an Niederschlägen, und das Gebiet ist üppig bewachsen.
Im Nordosten der Siskiyou Mountains und im Übergangsgebiet zur Kaskadenkette im Norden und der Trockensteppe des Großen Beckens im Südosten liegt das Cascade-Siskiyou National Monument, ein Naturschutzgebiet das die durch den Übergangscharakter besonders hohe Biodiversität des Gebietes bewahrt. Im Westen der Berge liegt südwestlich von Medford das Oregon Caves National Monument, eine Tropfsteinhöhle in Marmorgestein.